# Osłabienie wzrostu roślin
Osłabienie wzrostu roślin – objaw choroby roślin polegający na tym, że rozwija się ona gorzej i rośnie wolniej, niż inne, zdrowe rośliny. Gdy osłabienie wzrostu jest drastyczne, nazywa się karłowatością, a grupa chorób roślin objawiających się tą cechą to karłowatość roślin. Osłabienie wzrostu może dotyczyć całej rośliny, jej części (np. jednego konara drzewa) lub niektórych organów rośliny, np. liści, owoców, wówczas mówi się o zdrobnieniu liści czy owoców.
Przyczyną osłabienia wzrostu rośliny mogą być czynniki nieinfekcyjne lub infekcyjne. Jest wiele czynników nieinfekcyjnych będących przyczyną osłabienia wzrostu, m.in. niedobór składników pokarmowych, niedobór lub nadmiar wody w glebie i różne czynniki atmosferyczne. Niektórym chorobom wywołanym przez czynniki nieinfekcyjne nadano nazwy, np. karłowatość lilii wywołana przez mróz.
Wśród czynników infekcyjnych najczęściej są to wirusowe choroby roślin, np. krzaczasta karłowatość maliny czy karłowa mozaika kukurydzy, ale mogą też być fitoplazmy, np. karłowatość borówki wysokiej, bakterie (bakteryjna karłowatość goździka) czy grzyby (karłowatość cyklamena).